# Warden Ledge
Warden Ledge ist ein felsiges Riff an der Nordwestküste der Isle of Wight in Südengland, unmittelbar südlich gegenüber dem Hurst Castle.
Es besteht aus kalkhaltigem Sandstein und Sand und erstreckt sich vom Warden Point auf der Insel in nordnordwestlicher Richtung etwa 800 m in den Solent und trennt die Colwell Bay im Norden von der Totland Bay im Süden. Das Riff fällt von Land her allmählich ab und fällt bei Niedrigwasser bis etwa zur Hälfte seiner Gesamtlänge trocken. An seinem äußersten Ende beträgt die Wassertiefe lediglich zwei Meter, während unmittelbar daneben neun und zehn Meter gemessen werden.
Koordinaten: 50° 41′ 30″ N, 1° 32′ 50″ W